# Antoni de Montserrat
Antoni de Montserrat (Vic, 1536 – Isola di Salsette, 1600) è stato un presbitero, cartografo e viaggiatore spagnolo, gesuita, missionario e diplomatico, precettore nelle famiglie regnanti portoghesi della dinastia Aviz e dei Timuridi. Noto per la descrizione dell'India e delle regioni contigue, nonché per essere il primo cartografo europeo dell'Himalaia. Dei suoi quattro libri ne è pervenuto interamente soltanto uno, il Mongolicae Legationis Commentarius, la prima raccolta in Europa di notizie sui popoli e sulle religioni di quei luoghi.

## Biografia

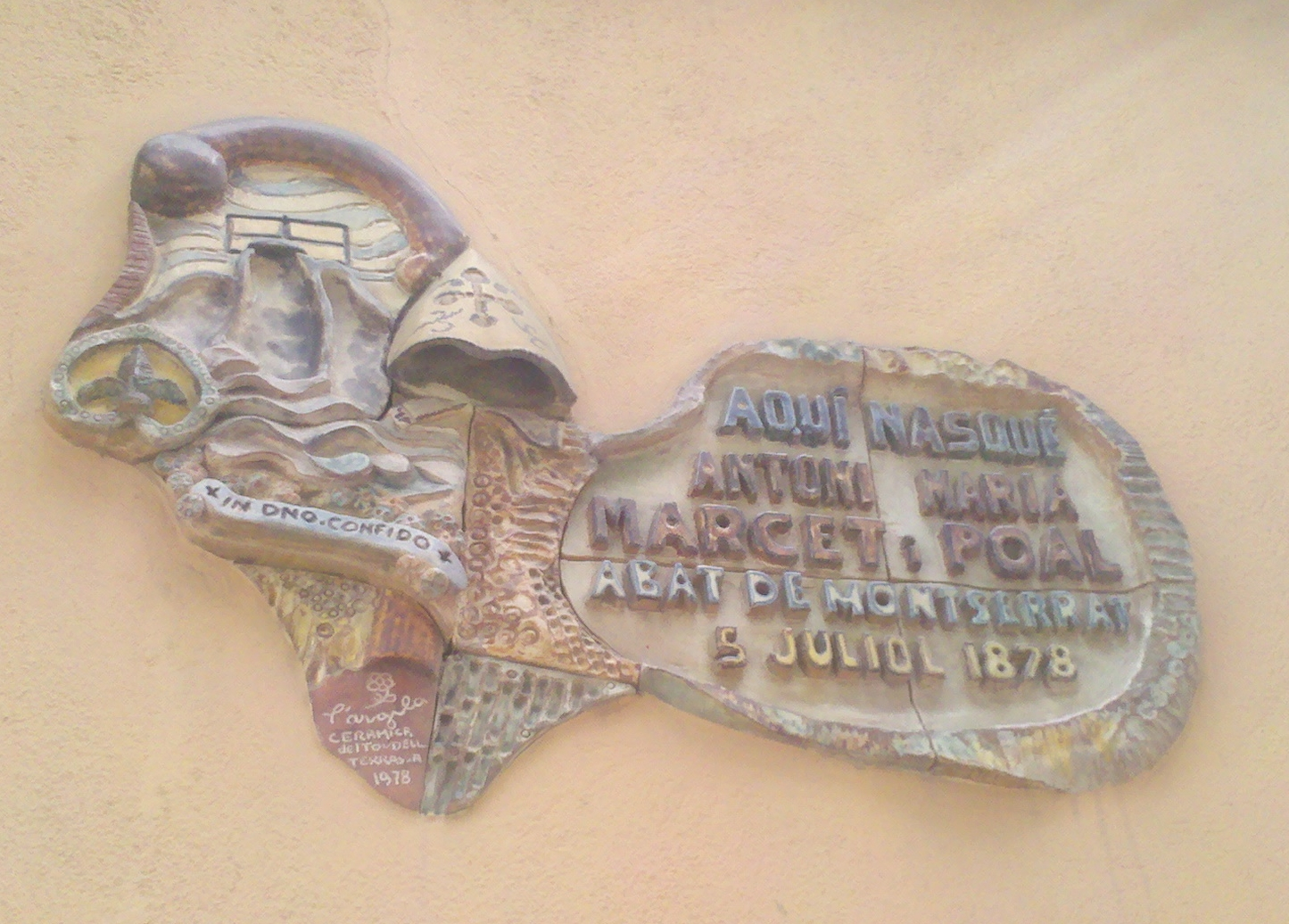
Targa commemorativa presso la casa natale

Antoni de Montserrat veniva da una famiglia nobile di Osona. Per completare gli studi si recò a Barcellona, dove conobbe Ignazio di Loyola. Affascinato dagli ideali missionari, nel 1558 entrò nella Compagnia di Gesù e si trasferì in Portogallo, dove nel 1561 fu ordinato sacerdote. Studiò nell'Università di Coimbra e, a Lisbona, fu prefetto della chiesa di San Rocco, vicedirettore del Collegio dei Gesuiti di Sant'Antonio e precettore di Sebastiano I del Portogallo.

### Il viaggio in India
Nel 1574 Antoni de Montserrat si recò con un gruppo di missionari a Goa, colonia portoghese in India. Cinque anni dopo venne incaricato di unirsi a un'ambasciata diretta alla corte del Gran Mogol Akbar, e annotare tutto ciò che sarebbe successo nonché gli incontri fatti durante il viaggio. Poiché la presenza dei sacerdoti era richiesta da Akbar stesso (noto per il suo interesse verso le altre religioni), i gesuiti portoghesi ebbero l'impressione che egli volesse convertirsi al Cristianesimo. Il 13 dicembre 1579 l'ambasciata composta da Antoni de Montserrat, dai gesuiti Rodolfo Acquaviva e Francisco Henríquez, dall'interprete e dallo stesso ambasciatore partì da Daman verso la capitale dell'impero, Fatehpur Sikri, dove giunse il 4 marzo dell'anno seguente.
Gli ambasciatori rimasero alla corte del Gran Mogol per circa un anno, prendendo parte alle dispute religiose proposte da Akbar con i musulmani e gli induisti. In quel periodo Antoni de Montserrat imparò il farsi e, conquistandosi la fiducia del Gran Mogol, divenne precettore di suo figlio Murad. Nel frattempo, nel nord del Paese, scoppiò una rivolta capeggiata dal fratellastro di Akbar e dai capi pashtun suoi alleati. Su richiesta del Gran Mogol, Montserrat si unì all'esercito che avrebbe dovuto sedare la rivolta e vi rimase per l'intera durata della campagna, che continuò per tutto il 1581. Questo viaggio gli permise di vedere le diverse regioni dello Stato del Gran Mogol: Delhi, Himalaia, Himachal Pradesh, Kashmir, Punjab, Tibet, Afghanistan. Dopo la fine della guerra l'ambasciata tornò a Goa e i gesuiti si resero conto che l'imperatore non voleva essere battezzato. Nel settembre del 1582 gli ambasciatori tornarono nella colonia portoghese, dove Antoni de Montserrat lavorò per sei anni sui suoi appunti di viaggio per trasformarli in un'opera compiuta e dettagliata.

### La schiavitù nello Yemen
Nel 1588 il gesuita ricevette la disposizione diretta del Re di Spagna, Filippo II, di partire per l'Etiopia e cercare di diffondervi il Cattolicesimo. Il 2 febbraio 1589 Montserrat e il suo compagno di viaggio Pedro Páes lasciarono Goa travestiti da mercanti armeni. Il viaggio si interruppe nella regione di Dhofar (al confine tra l'attuale Yemen e l'Oman); il capitano tradì i missionari che avrebbe dovuto portare in Etiopia. Li denunciò al governatore che, a sua volta, li inviò nella città di Haymin, dove si trovava la residenza del sultano di Hadramawt. Dopo quattro mesi di carcere, i missionari furono consegnati al governatore turco dello Yemen. I gesuiti languirono nella prigione di San'a fino al 1595, finché non furono trasferiti al porto di Mokka, sul Mar Rosso, dove passarono alcuni mesi a remare nelle galee. Montserrat fu riportato a Haymin per una grave malattia e nuovamente rinchiuso in carcere. Un anno dopo sia Montserrat che Perdo Páes vennero riscattati per mille ducati e tornarono nei possedimenti portoghesi in India. La loro salute era ormai minata da sette anni di prigionia; Páes si ristabilì, ma Antoni de Montserrat morì di malattia nel marzo del 1600 sull'Isola di Salsette (l'odierna Mumbai).

## Lo studio delle opere
La scienza moderna si accorse per la prima volta di Antoni de Montserrat all'inizio del XX secolo. Nel 1906 Henry Hosten, un gesuita del Raj britannico specializzatosi in storia del cristianesimo in India, riscoprì il «Mongolicæ Legationis Commentarius» e lo pubblicò nel 1914; l'opera suscitò un vivo interesse presso gli indologi dell'epoca. Questa pubblicazione fu la più significativa dei numerosi lavori di Hosten. Poco tempo dopo la morte prematura di Hosten, il Commentarius divenne oggetto di studio degli esperti fino alla fine del XX secolo.
Dopo essere ricordato per un certo tempo soltanto nelle note alle opere sul regno di Akbar e sull'arte dell'epoca, Antoni de Montserrat ottenne nuovamente notorietà nel XXI secolo grazie all'edizione divulgativa delle sue opere tradotte dal latino in spagnolo e in catalano dall'orientalista barcellonese Josep Lluís Alay. La crescente fama del viaggiatore catalano ha propiziato una serie di popolari trasmissioni televisive e pubblicazioni su di lui in Spagna (e in primo luogo a Barcellona), oltre all'istituzione di una borsa di studio scientifica e culturale che ne perpetua il nome (cfr. per esempio Programa Antoni de Montserrat 2009 Archiviato l'8 febbraio 2012 in Internet Archive.).

## Opere
- The Commentary of Father Monserrate, J. S., on his journey to the court of Akbar. Translated from Latin by J. S. Hoyland, commented by S. N. Banerjee. Oxford University Press, 1922.
- Ambaixador a la cort del Gran Mogol: viatges d'un jesuïta català del segle XVI a l'Índia, Pakistan, Afganistan i Himàlaia. (Edizione delle opere del gesuita viaggiatore Antoni de Montserrat, con traduzione dal portoghese «Relaçam do Equebar, rei dos mogores". Catalano, "La història d'Equebar, rei dels Mogols») Lleida, Pagès editors, 2002. ISBN 84-7935-916-1
- Embajador en la Corte Del Gran Mongol: Viajes de un jesuita catalán del siglo XVI por la India, Paquistán, Afganistán y El Himalaya (traduzione, prefazione e commento di Josep Lluís Alay, Ramón Sala) Editorial Milenio, 2006. ISBN 84-9743-175-8, 9788497431750 Всего страниц: 325